# Identidade (álbum de Sandy & Junior)
Identidade é o décimo primeiro álbum de estúdio da dupla brasileira Sandy & Junior, lançado em 1 de outubro de 2003, através da Universal Music. Marca uma fase da carreira da dupla na qual eles começaram a ter maior controle criativo sobre seus projetos. Sandy e Junior assinam a autoria de seis das quatorze canções, foi co-produzido por Junior, Max Pierre e Ricardo Moreira. Musicalmente, Identidade é ligeiramente diferente dos seu discos antecessores, tendo em conta que a sua sonoridade se inclina cada vez mais para o pop rock e possui menos influências puras de música pop. 

## Desenvolvimento
Identidade é geralmente pop e pop rock em sua sonoridade, incorporando também elementos de outros gêneros, como rock, blues, bossa nova e rap. Junior descreveu como "pop rock light" sua sonoridade e disse que ele "reflete a personalidade de cada um, mas somadas. Ouvia as músicas que chegavam e dava uma selecionada. Para entrar no CD, a música tem de passar alguma coisa, seja vontade de dançar, cantar ou chorar." Sandy considerou Identidade mais "maduro" e sofisticado que seus projetos anteriores. A dupla compôs seis das quatorze músicas inéditas, e eles ouviram mais de 200 canções para chegar à tracklist final. De acordo com o site Terra, Identidade traz "mensagens romântico-pacifistas" e "narrativas de amores contrariados".
O encarte possui duas capas principais, uma com a foto de cada um, possibilitando aos fãs escolher a capa desejada. Esse é o primeiro álbum de estúdio da dupla desde Sonho Azul (1997), a não ter nenhuma ligação e logo nenhuma faixa tocada no seriado Sandy & Junior, já que o mesmo tinha acabado menos de 1 ano antes do lançamento. Nas primeiras edições do disco, na mesma faixa de "Planeta Água", há uma pausa de 30 segundos após seu término e, logo depois, uma gravação demo da dupla compondo "Você Pra Sempre (Inveja)", com duração de 2 minutos. O CD vinha com dois adesivos com as impressões digitais dos irmãos marcadas. Ambas são idênticas, e nenhuma pertencia a dupla. No final do encarte ainda está escrita a frase "DNA Sandy & Junior".[carece de fontes?]

## Relançamento
Em meados de maio de 2020, foi produzido relançado em formato de disco de vinil, em um número limitado de cópias, e vendido a um preço acima da média nacional. O produto esgotou-se da loja da dupla que é subsidiada pelo site da gravadora, em poucos dias.[carece de fontes?] A gravadora não informou a quantidade de cópias da tiragem "dupla, verde e translúcida" do LP.[carece de fontes?] Até o momento não se sabe se os discos LP Identidade continuarão a ser produzidos, segundo a Loja Universal Music Store.[carece de fontes?]

## Crítica profissional
| Críticas profissionais | Críticas profissionais |
| Avaliações da crítica  | Avaliações da crítica  |
| Fonte                  | Avaliação              |
| ---------------------- | ---------------------- |
| IstoÉ Gente            | [ 1 ]                  |
| Folha de S.Paulo       | Desfavorável           |
| O Globo                | [ 13 ]                 |
| Tribuna da Imprensa    | [ 14 ]                 |

As avaliações dos crítico de música para Identidade foram, em maioria, desfavoráveis. Escrevendo para a IstoÉ Gente, o jornalista musical Mauro Ferreira afirmou que Identidade "segue o padrão radiofônico imposto pela gravadora Universal à dupla" e que "falta [a eles] um repertório à altura de seu talento. Tanto que a melhor faixa do CD é a regravação de "Planeta Água". O sucesso de Guilherme Arantes ressurge em imponente arranjo que fica entre o tecnopop e o progressivo. É pouco. Sandy canta cada vez melhor e não pode desperdiçar sua voz cristalina em músicas tão insossas."
Cássio Starling, da Folha de S. Paulo, fez uma crítica negativa, dizendo que "o pop deles é tão milimetricamente formatado em escritórios de publicidade quanto o design do encarte e a luz sobre o torso nu de Junior." Antonio Carlos Miguel, d'O Globo, opinou que, embora esse seja o título do álbum, falta a Sandy e Junior "identidade", e descreveu o trabalho como "insosso [...] É um pop sem cara, assim como o CD em inglês, lançado no ano passado". Para Mônica Loureiro, resenhando para a Tribuna da Imprensa, o grande "trunfo do disco é o envolvimento artístico dos irmãos; Junior, inclusive, sai um pouco da sombra da irmã ao compor mais e fazer arranjos"; contudo, sentiu que "tudo continua pré-fabricado, cheio de água com açúcar". Ele entregou apenas uma estrela de outras quatro disponíveis.

## Lista de faixas
Créditos adaptados do encarte do CD Identidade, de 2003.
- Todas as faixas produzidas por Max Pierre, Junior Lima e Ricardo Moreira.

| N.º            | Título                                    | Compositor(es)                                                           | Duração |  |
| 1.             | "Música e Paixão"                         | Junior Lima Dani Monaco                                                  | 3:29    |  |
| 2.             | "Encanto"                                 | Sandy Leah Luis Garcia Claudio Paladini Maurício Gaetani Ricardo Moreira | 3:32    |  |
| 3.             | "Desperdiçou"                             | Liah Soares Monaco Rique Azevedo                                         | 3:14    |  |
| 4.             | "O Mundo Que Se Vê"                       | Victor Pozas Alexandre Castilho André Aquino                             | 3:43    |  |
| 5.             | "Nada Vai Me Sufocar"                     | Soares Monaco Azevedo                                                    | 3:53    |  |
| 6.             | "Você pra Sempre (Inveja)"                | Leah Lima                                                                | 3:16    |  |
| 7.             | "Sem Teu Amor"                            | Cezinha Gouveia                                                          | 3:05    |  |
| 8.             | "Tudo Pra Te Conquistar"                  | Soares Monaco Azevedo                                                    | 3:50    |  |
| 9.             | "Conto de Amor"                           | Soares Pedro Barezzi                                                     | 4:17    |  |
| 10.            | "Libertar"                                | Leah Lima Durval de Lima                                                 | 4:14    |  |
| 11.            | "Quero Você"                              | Otávio de Moraes Monaco                                                  | 3:22    |  |
| 12.            | "Razões Pra Sonhar"                       | Leah Lima Victor Pozas                                                   | 3:52    |  |
| 13.            | "18º" (18 Graus)                          | Leah Lima                                                                | 3:29    |  |
| 14.            | "Planeta Água / Você Pra Sempre (Inveja)" | Guilherme Arantes                                                        | 7:01    |  |
| Duração total: | Duração total:                            | Duração total:                                                           | 54:23   |  |

## Desempenho comercial
Na semana do dia 24 de dezembro de 2003, Identidade obteve a 5.ª posição como pico na parada que compilava os álbuns mais vendidos do Brasil, de acordo com dados fornecidos pela revista Sucesso e divulgados pelo jornal O Fluminense. Foi certificado como disco de platina pela Pro-Música Brasil (PMB) e, até 2006, vendeu 450 mil cópias no país. Esse valor, de acordo com O Fluminense, ficou aquém do esperado pela gravadora. Em Portugal, atingiu a 15.ª colocação na parada de álbuns da Associação Fonográfica Portuguesa (AFP).
| País — Tabela musical (2003)       | Posição de pico |
| ---------------------------------- | --------------- |
| Brasil (Sucesso)                   | 5               |
| Portugal (Portuguese Albums Chart) | 15              |

| Região                     | Certificação | Vendas  |
| -------------------------- | ------------ | ------- |
| Brasil (Pro-Música Brasil) | Platina      | 450,000 |